# Raymond T. Baker
Raymond Thomas Baker (Eureka, 1877–1935) foi um rico empresário norte-americano que serviu como diretor da Casa da Moeda de seu país entre 1917 e 1922.

## Biografia
Raymond T. Baker nasceu em Eureka em 1877, sendo filho de George Washington Baker, o principal conselheiro da Southern Pacific Railroad, e de Mary Agnes (Hall) Baker. Ele foi educado na Universidade de Nevada em Reno, e depois na Universidade de Stanford. Após a faculdade, Baker envolveu-se na mineração de ouro, sendo um dos primeiros investidores ativos em Rawhide, Nevada. Ele se tornou um homem rico quando vendeu suas ações. Baker então se mudou para o leste e teve um breve relacionamento romântico com Elinor Glyn.
Baker tinha um interesse de longa data pela reforma prisional e em 1911, seu irmão, o procurador-geral de Nevada Cleve Baker, nomeou-o diretor do Sistema Prisional Estadual, ocupando esta função de 1 de fevereiro de 1911 a 10 de maio de 1912. Em 1915, Baker viajou a Rússia para se tornar secretário confidencial do embaixador dos Estados Unidos naquele país George T. Marye, Jr.
Em 1917, o presidente Woodrow Wilson nomeou Baker para o cargo de diretor da Casa da Moeda  dos Estados Unidos, e ele ocupou este cargo entre março de 1917 a março de 1922.
Em 12 de junho de 1918, casou-se com Margaret (Emerson) Vanderbilt, viúva de Alfred Gwynne Vanderbilt I, que havia morrido quando o RMS Lusitania afundou.
Durante as eleições de 1926, Baker concorreu a uma vaga no Senado dos Estados Unidos por Nevada pela chapa democrata, mas foi derrotado pelo senador republicano Tasker Oddie. Oddie recebeu 17.430 votos (55,78%), enquanto Baker conseguiu 13.273 votos (42,48%).
Depois de uma década casados, Baker e sua esposa se divorciaram. Em 4 de dezembro de 1928, casou-se pela segunda vez com Delphine (Dodge) Cromwell, filha de Horace Elgin Dodge, e ex-esposa de James H. R. Cromwell.
Baker morreu em 28 de abril de 1935, após uma longa doença.

## Nota
- Este artigo foi inicialmente traduzido, total ou parcialmente, do artigo da Wikipédia em inglês cujo título é «Raymond T. Baker», especificamente desta versão.